# 3565 Ojima
3565 Ojima (1986 YD) là một tiểu hành tinh nằm phía ngoài của vành đai chính được phát hiện ngày 22 tháng 12 năm 1986 bởi Takeshi Urata và Tsuneo Niijima ở Ojima.